# Simion Michez
Simion Boubacar Michez (* 9. února 2002 Charleroi) je kamerunský profesionální fotbalista belgického původu, který hraje na pozici pravého obránce či záložníka za pražskou Slavii. Je také bývalým belgickým mládežnickým reprezentantem.

## Klubová kariéra
Michez se narodil v belgickém městě Charleroi a do roku 2008 působil v místní akademii. Následně působil v mládeži Anderlechtu, se kterým v květnu 2020 podepsal svou první profesionální smlouvu. V únoru 2022 mu byla prodloužena smlouva do roku 2023, aniž by v A-týmu odehrál jediné utkání. Belgický mládežnický reprezentant v sezóně 2022/23 začal pravidelně nastupovat v klubové rezervě, třemi brankami ve 26 soutěžních utkání pomohl RSCA Futures ke konečné šesté příčce v druhé belgické nejvyšší soutěži.
V červenci 2023 přestoupil Michez do druholigového klubu K Beerschot VA, se kterým podepsal tříletou smlouvu. V týmu začal hrát na pozici pravého záložníka a rychle se dokázal dostat do základní sestavy. Šesti brankami a třemi asistencemi pomohl Beerschotu, který od prosince 2023 vedl bývalý nizozemský útočník Dirk Kuijt, ke konečné první příčce v Challenger Pro League a k postupu do nejvyšší soutěže.
Michez 27. července 2024 debutoval v Jupiler Pro League, když odehrál celé utkání proti Leuvenu. 11. srpna vstřelil svůj první gól v nejvyšší soutěži, a to při prohře 1:4 s Cercle Brugge. O týden později zaznamenal gól a asistenci při prohře 3:4 s Genkem. V září 2024 byl Michez spojován s přestupem do pražské Slavie, do které i dne 3. září 2024 přestoupil za sumu 2,2 milionu eur

## Reprezentační kariéra
Michez mezi lety 2017 a 2019 nastoupil také do 8 utkání v dresu belgických mládežnických reprezentacích.